# PC/SC
PC/SC (от англ. Personal Computer/Smart Card) — популярный набор спецификаций для доступа к смарткартам. Известны реализации под Windows, Linux, Mac OS X. 
Спецификации регламентируют программный интерфейс пользователя (автора приложения с использованием смарткарт) с одной стороны и программный интерфейс драйверов считывателей смарткарт с другой стороны.

## История
Проект возник из желания Microsoft выйти на рынок операционных систем для смарткарт с проектом Smart Card for Windows. Проект предполагал глубокую интеграцию технологий смарткарт в ОС Windows и выпуск на рынок собственной ОС смарткарт с поддержкой языка Basic (в пику MULTOS и JavaCard). Однако ОС для смарткарт так и не появилась, от проекта остались только программный интерфейс и мощная поддержка технологий смарткарт в Windows. Спецификации оказались удачными и впоследствии были портированы на не-Windows платформы.
Первую версию спецификации (вышла в 1997 году) создавал консорциум с такими известными участниками, как Gemplus и Axalto, Hewlett-Packard, IBM, Microsoft, Siemens, Sun, Toshiba. Вторую версию спецификации (вышла в 2005 году) создавали Gemplus и Axalto, Apple, Infineon, Microsoft, Philips, Toshiba. На сегодня корневыми членами консорциума остались Gemalto и Oracle.
На сегодня актуальна вторая версия спецификации.

## Состав стандарта
Спецификация состоит из 10 частей:
- Part 1. Introduction and Architecture Overview. Базовые понятия.
- Part 2. Interface Requirements for Compatible IC Cards and Readers.
- Part 3. Requirements for PC-Connected Interface Devices.
- Part 4. IFD Design Considerations and Reference Design Information. Посвящена подключению считывателей через интерфейс PS/2-клавиатуры.
- Part 5. ICC Resource Manager Definition.
- Part 6. ICC Service Provider Interface Definition.
- Part 7. Application Domain and Developer Design Considerations.
- Part 8. Recommendations for ICC Security and Privacy Devices.
- Part 9. IFDs with Extended Capabilities. Специфицирует доступ к дополнительным функциям считывателя смарткарт (индикация, кнопки, биометрические сенсоры и т.п.).
- Part 10 IFDs with Secure PIN Entry Capabilities. Дополнение к предыдущей части для считывателей с возможностью ввода PIN-кода.